# Barrow A.F.C.
Barrow Association Football Club – założony w 1901 roku angielski klub piłkarski z siedzibą w Barrow-in-Furness. Klub występuje obecnie w League Two.

## Obecny skład
Stan na 3 lutego 2023
| Nr | Poz. | Piłkarz                                        |
| -- | ---- | ---------------------------------------------- |
| 1  | BR   | Paul Farman                                    |
| 3  | OB   | Patrick Brough                                 |
| 4  | PO   | Jason Taylor                                   |
| 5  | OB   | Sam McClelland (Wypożyczony z Chelsea)         |
| 6  | OB   | Niall Canavan (kapitan)                        |
| 7  | NA   | Elliot Newby                                   |
| 8  | PO   | Solomon Nwabuokei                              |
| 9  | NA   | Billy Waters                                   |
| 10 | NA   | Josh Gordon                                    |
| 11 | PO   | Josh Kay                                       |
| 12 | BR   | Josh Lillis                                    |
| 13 | PO   | Tom White                                      |
| 14 | PO   | Harrison Neal (Wypożyczony z Sheffield United) |
| 15 | PO   | Robbie Gotts                                   |

| Nr | Poz. | Piłkarz                  |
| -- | ---- | ------------------------ |
| 16 | PO   | Sam Foley                |
| 17 | NA   | Benni Smales-Braithwaite |
| 19 | OB   | Paweł Żuk                |
| 20 | OB   | Myles Kenlock            |
| 21 | OB   | Tyrell Warren            |
| 22 | BR   | Scott Moloney            |
| 23 | NA   | David Moyo               |
| 25 | OB   | George Ray               |
| 26 | NA   | Richie Bennett           |
| 27 | OB   | Mark Ellis               |
| 34 | PO   | Ben Whitfield            |
| 35 | PO   | Jordan Stevens           |
| —  | OB   | Rory Feely               |
|    | NA   | Gerard Garner            |

### Piłkarze na wypożyczeniu
| Nr | Poz. | Piłkarz                          |
| -- | ---- | -------------------------------- |
| 18 | OB   | Joe Grayson (w Stockport County) |

## Sukcesy
- Football League Fourth Division:
  - Awans: 1966/1967
- National League:
  - Zwycięzca: 2019/2020
- Conference North:
  - Zwycięzca: 2014/2015
  - Zwycięzca play-offów: 2007/2008
- FA Trophy:
  - Zwycięzca : 1989/1990, 2009/2010